# H. L. A. Hart
Herbert Lionel Adolphus Hart, FBA (Harrogate, 18 de julio de 1907-Oxford, 19 de diciembre de 1992) fue uno de los filósofos del derecho más importantes del siglo XX. Estudió derecho en el New College de la Universidad de Oxford, donde se graduó en 1932. En un principio se dedicó al ejercicio privado de la profesión, pero con el comienzo de la Segunda Guerra Mundial, Hart ingresa a trabajar en el MI5, donde compartió labores con otros filósofos oxonienses como Gilbert Ryle y Stuart Newton Hampshire.
Con el fin del conflicto bélico, Hart pasa a desempeñarse como académico en Oxford, donde ocupó la cátedra de Teoría del derecho (Jurisprudence), llegando a ser director del Brasenose College. Además, fue profesor visitante en varias universidades estadounidenses y miembro de la Academia Británica
En 1959 publica, junto con A. M. Honoré, Causation in Law; mientras que en 1961 publica su trabajo más importante: The concept of law. 
Hart se inscribe en la corriente de pensamiento positivista, llamada jurisprudencia analítica, para la que el análisis del lenguaje resulta un elemento fundamental a fin de una mejor comprensión del derecho. 

## Tipos de Normas
En su libro The concept of law, H. L. A. Hart distingue entre reglas primarias y reglas secundarias, usando dos diferentes criterios de distinción. En primer lugar, las normas primarias imponen obligaciones, mientras que las secundarias confieren potestades. Un ejemplo de norma secundaria sería aquella que autoriza a los jueces decidir casos o al Congreso a dictar leyes. Las normas penales y las de responsabilidad civil son típicos casos de normas primarias. En segundo lugar, las normas primarias son sobre conductas en tanto que las secundarias son sobre otro tipo de reglas. Las reglas secundarias autorizan a individuos o a grupos de personas a crear, modificar o extinguir normas.
Hart clasificó las normas secundarias en la siguiente forma:
1. Regla de reconocimiento: especifican qué condiciones debe cumplir una norma para tener validez jurídica.
2. Reglas de cambio: indican las condiciones que deben cumplir unos actos para cambiar el ordenamiento jurídico.
3. Reglas de adjudicación: especifican las condiciones que deben cumplir unas decisiones para ser consideradas verdades jurídicas sobre si  infringieron las normas primarias.

Hart discrepa de la concepción (representada en Inglaterra por John Austin y Jeremy Bentham, que ve a las normas como órdenes respaldadas por amenazas (mandatos). Hart ofrece varios argumentos en contra de la teoría de reglas como mandatos. En primer lugar, los sistemas jurídicos contienen reglas que no imponen obligaciones, sino que confieren poderes (reglas secundarias). Hart también criticó la noción de obligación jurídica defendida por Austin; "tener una obligación", para Hart, es algo diferente que "sentirse obligado" bajo la amenaza de un castigo, como pensaba Austin. Finalmente, Hart demostró que la teoría de Austin era incapaz de explicar prácticas comunes a los ordenamientos jurídicos, como el hecho de que las leyes persisten en el tiempo, la fuente del derecho consuetudinario o el hecho de que la sociedad tenga obligaciones jurídicas frente a soberanos recientemente electos.
Uno de los aportes más interesantes de la teoría jurídica hartiana es su crítica a la noción kelseniana de Grundnorm (alemán 'norma básica, fundamental, fundante, primaria u originaria', como también ha sido traducida). Para Hans Kelsen, todos los ordenamientos jurídicos dependen de una norma primaria o básica (Grundnorm) que presume el deber de los gobernados de obedecer a sus gobernantes. Hart criticó a Kelsen y sugirió que la norma básica de todo ordenamiento jurídico no era una presunción sino un hecho: la regla de reconocimiento. A diferencia de las reglas primarias, la regla de reconocimiento no deriva su validez de otras normas, sino que es una regla que existe por la aceptación que los jueces hacen de ellas para distinguir las reglas que forman parte del ordenamiento jurídico. Así las cosas, cuando los jueces usan expresiones como: "Es la regla en el país X que Y", están implicando que aceptan una regla que determina la validez de otras reglas, esto es, están aceptando la regla de reconocimiento. En este sentido, la regla de reconocimiento, para Hart es un hecho y no un concepto a priori, o una presuposición, como lo es para Kelsen.
Algunos autores contemporáneos, entre ellos Kenneth Einar Himma, sugieren que en realidad no existe contradicción entre la norma básica de Kelsen y la regla de reconocimiento de Hart. Kelsen estaría explicando la noción de obligación jurídica; esto es, ¿por qué los ciudadanos deben obedecer las normas jurídicas? Mientras que Hart estaría respondiendo la pregunta sobre la norma que determina la existencia de otras normas jurídicas.

## Críticas
La obra de Hart es sin duda la más influyente en la filosofía analítica jurídica del siglo XX. Su principal contradictor es Ronald Dworkin. Hay dos diferentes tipos de críticas que Dworkin hace a Hart. En primer lugar, Dworkin cuestiona la metodología usada para describir sistemas jurídicos. Según Dworkin, la labor de la filosofía no es, como piensa Hart, la descripción neutral de fenómenos jurídicos, sino la justificación del mejor concepto de derecho según las circunstancias históricas. Así las cosas, Dworkin no propone un concepto de derecho aplicable para todas las sociedades y todos los tiempos, sino la mejor justificación para el ordenamiento jurídico estadounidense. El segundo tipo de críticas se dirigen a la noción de regla de reconocimiento. En sus primeros escritos sobre Hart, Dworkin atribuyó al filósofo inglés lo que llamó la tesis de pedigrí según la cual, los sistemas jurídicos determinan la existencia de sus normas únicamente por su origen. Esta tesis es errónea, según Dworkin, porque existen varios estándares que forman parte de los sistemas jurídicos por su moralidad y no por su origen. Dworkin justifica su crítica en el famoso caso Riggs v. Palmer en el que la Corte Suprema del Estado de Nueva York decidió no conceder la herencia a una persona que asesinó a su abuelo para que éste no cambiara su testamento. La decisión se basó en el principio legal según el cual "uno no puede beneficiarse de su propio crimen". Este principio, aclara Dworkin, hace parte del ordenamiento jurídico, aunque nunca ha sido promulgado; es decir, hace parte del ordenamiento sin satisfacer las condiciones de la tesis del pedigrí que él atribuye a Hart.
En posteriores artículos Dworkin cuestionó la idea de una regla de reconocimiento. La mayoría de casos son acerca de las fuentes del derecho; lo que hace una norma sea parte de un ordenamiento jurídico. Si no existe consenso acerca de lo que hace que una norma sea válida, la noción de una regla consensual que existe para determinar la validez de otros estándares no puede ser cierta.
Hart estaba escribiendo una respuesta a sus principales críticas, pero murió sin poder completar sus respuestas. Su más aventajado alumno Joseph Raz y Penelope Buloch editaron sus apuntes y los publicaron en el "Postcriptum". La obra fue publicada adicionalmente con la segunda edición de El Concepto del Derecho en 1994.

## Publicaciones
- "Causation in the law" – 1959
- "The concept of law" – 1961
- "Law, Liberty and Morality" – 1963
- "Punishment and responsibility, Essays in the philosophy of law" – 1968
- "Essays on Bentham. Jurisprudence and political theory" – 1982
- "Essays on jurisprudence and philosophy" – 1983
- "Poscript" – 1994 (se encuentra agregado en la segunda edición de The concept of law).

### Libros y artículos traducidos al castellano
- Derecho y moral. Contribuciones a su análisis – Editorial Depalma – Buenos Aires -1961 (contiene tres ensayos de Hart: El positivismo jurídico la separación entre derecho y moral; ¿Hay derechos naturales? y Definición y teoría en la ciencia jurídica). ¿Existen Derechos Naturales?  - revista Estudios Públicos del CEP - Santiago de Chile - 1990
- El concepto de derecho  – Editorial Abeledo Perrot – Buenos Aires - 1992
- Post scriptum al concepto de derecho  - revista Estudios Públicos del CEP - Santiago de Chile - 1997 - y  UNAM - México - 2000
- Obligación jurídica y obligación moral – Cuadernos de Crítica N.º 3 – México - 1977
- Una visita a Kelsen en Cuadernos de Crítica N.º 4 – México
- La doctrina de Kelsen de la unidad del derecho  - Boletín Mexicano de derecho comparado - N.º 21
- El derecho en la perspectiva de la filosofía  - Boletín Mexicano de derecho comparado - N.º 33 - 1978
- Utilitarismo - Anuario de derechos humanos - Instituto de Derechos Humanos -Universidad Complutense - Madrid - 1979
- Entre el principio de utilidad y los derechos humanos - Revista de la facultad de derecho de la Universidad complutense – Madrid - N.º 58
- El nuevo desafío del positivismo jurídico – Sistema - N.º 36 – Madrid - 1980
- Derechos naturales: Bentham y John Stuart Mill - Anuario de derechos humanos - N.º 3 – Madrid - 1985
- Mandatos y razones jurídicas dotadas de autoridad - Isonomía - N.º 6 - México - 1997